# Phymatostetha stellata
Phymatostetha stellata är en insektsart som först beskrevs av Guérin-Méneville 1844.  Phymatostetha stellata ingår i släktet Phymatostetha och familjen spottstritar. Inga underarter finns listade i Catalogue of Life.